# Cynelos
Cynelos es un género de carnívoros extintos de la familia Amphicyonidae que vivió desde el Mioceno Inferior al Mioceno tardío, existiendo por aproximadamente 17,6 millones de años. Se han encontrado fósiles en Norteamérica, Europa, Asia y África.
En la dentadura de este animal se muestra las características de un carnívoro.